# Williamstown, Vermont
Williamstown är en kommun (town) i Orange County i delstaten Vermont, USA. Vid folkräkningen år 2000 bodde 3 225 personer på orten. Den har enligt United States Census Bureau en area på totalt 104,5 km², varav 0,4 km² är vatten. 